# Siham El-Maimouni

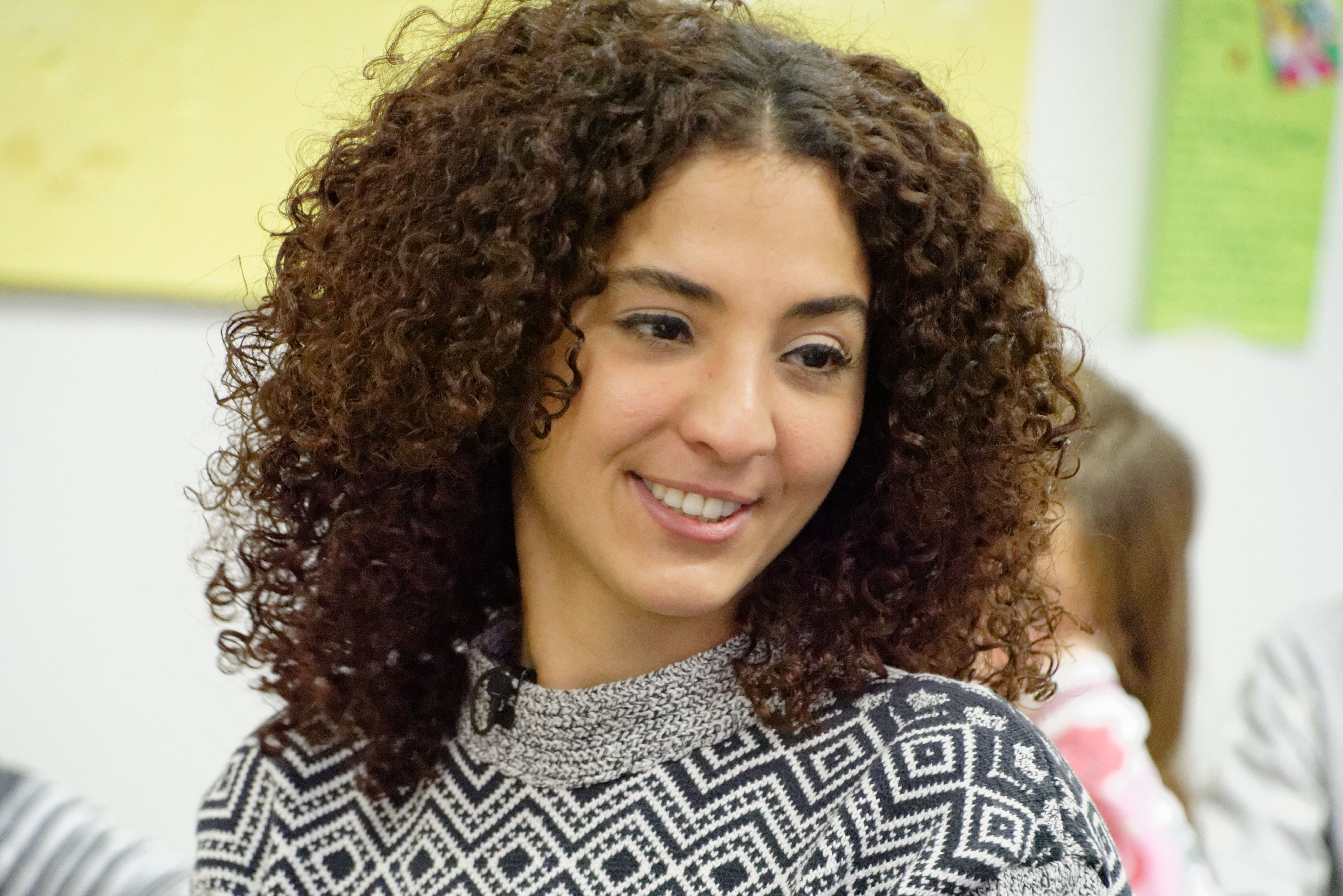
Siham El-Maimouni (2016)

Siham El-Maimouni (* 5. März 1985 in Duisburg-Meiderich) ist eine deutsche Fernsehmoderatorin.

## Beruflicher Werdegang
El-Maimounis Eltern kamen in den 1960er/1970er Jahren aus Marokko nach Deutschland, wo ihr Vater im Bergbau und bei Thyssen arbeitete. Sie wuchs in Duisburg auf und wohnt seit 2005 in Düsseldorf. Sie war von 2004 bis 2010 Autorin für die Westdeutsche Allgemeine Zeitung und die Neue Ruhr Zeitung und war zwischen 2005 und 2010 Moderatorin bei Antenne Düsseldorf und Radio NRW. Von 2008 bis 2013 moderierte sie für den SWR beim Jugendradioprogramm Dasding.
El-Maimouni moderierte beim WDR bis Dezember 2021 die Kindernachrichtensendung neuneinhalb. Von 2009 bis Ende Februar 2021 war sie bei COSMO Moderatorin u. a. der Lifestyle-Sendung Süpermercado oder von Soundcheck. Sie gehört seit 2014 zum Moderatorenteam der Sendung mit der Maus, seit 2018 auch zum Expertenteam der Sendung Frag doch mal die Maus. Im WDR Fernsehen moderiert sie zudem seit 2017 zusammen mit Thilo Jahn das Kulturmagazin Westart und seit 2020 die Sendung Westpol. Ab 2021 übernahm sie einmal im Monat die Moderation der Sendung ttt – titel, thesen, temperamente, seit Anfang 2025 ist sie alleinige Moderatorin der Sendung. Seit 2023 gehört sie zu den Moderatoren der landespolitischen Sendung Westblick beim Hörfunksender WDR 5.
Während ihrer beruflichen Tätigkeit studierte El-Maimouni im Fernstudium Politik- und Verwaltungswissenschaft sowie Soziologie an der Fernuniversität Hagen mit dem Abschlussziel Bachelor.

## Auszeichnungen
- 2014 wurde Siham El-Maimouni gemeinsam mit Johannes Büchs und Malin Büttner mit dem UmweltMedienpreis der Deutschen Umwelthilfe ausgezeichnet.[18]
- 2015: Deutscher Radiopreis – Beste Moderatorin für das Funkhaus Europa[19][2]
- 2024: Grimme-Preis für die Marocco-Maus zusammen mit Birgit Quastenberg

## Familie und Herkunft
In einem Interview gab El-Maimouni an, dass ihrem Vater, der aus dem Norden Marokkos stammt und dort keinen Nachnamen führte, bei der Einwanderung Ende der 1960er Jahre von einer deutschen Behörde der Nachname „El-Maimouni“ aus ihr unbekannten Gründen gegeben wurde.
Ihre Mutter sprach in einer Folge der Sendung mit der Maus den Vorspann in berberischer Sprache.